# Leandro Paiva
Leandro Paiva, vollständiger Name Leandro Gastón Paiva Santurión, (* 15. Februar 1994 in Montevideo) ist ein uruguayischer Fußballspieler.

## Karriere

### Verein
Der 1,55 Meter große, von seinen Mitspielern "Tortuga" (Schildkröte) genannte Mittelfeldspieler Paiva, dessen Vater bereits 2008 an Krebs verstarb, lebt mit seiner Mutter, seinen beiden Schwestern und drei Neffen im Barrio Tres Palmas. Er hat zudem seit seinem 19. Lebensjahr einen Sohn. Paiva begann mit dem Fußballspielen im sogenannten baby fútbol beim Club Cohami. Nachdem er sich bei Probetrainings in den beiden montevideanischen Klubs Defensor Sporting und Danubio FC nicht durchsetzen konnte, landete er schließlich bei den Montevideo Wanderers, für die er seit der "preséptima" spielt. Nachdem er zuvor immer im Sturm agierte, wurde er in der U-16 von Trainer Alfredo Arias zum zentralen Mittelfeldspieler umgeschult. Paiva gehört mindestens seit der Clausura 2013 dem Kader des Erstligisten an. Für die Montevideaner bestritt er in der Spielzeit 2012/13 je nach Quellenlage ein oder zwei Spiele in der Primera División. In der Saison 2013/14 kam er bis in neun Erstligapartien zum Zug, gewann mit dem Team die Clausura 2014 und wurde Uruguayischer Vizemeister. In der Spielzeit 2014/15 lief er in 16 weiteren Spielen der Primera División auf. Es folgten in der Apertura 2015 drei weitere Erstligaeinsätze. Einen persönlichen Pflichtspieltorerfolg konnte er dabei nicht verbuchen. Von Ende Februar 2016 bis Ende Juli 2016 stand er in Reihen des Zweitligisten Club Oriental de Football, für den er in diesem Zeitraum sieben Ligabegegnungen (ein Tor) bestritt. Anschließend wechselte er innerhalb der Liga zu Deportivo Maldonado. Für die Südosturuguayer absolvierte er in der Saison 2016 fünf Ligaspiele (kein Tor).

### Erfolge
- Clausura 2014 (Primera División, Uruguay)